# Malaguilla (kommunhuvudort)
Malaguilla är en kommunhuvudort i Spanien.   Den ligger i provinsen Provincia de Guadalajara och regionen Kastilien-La Mancha, i den centrala delen av landet, 60 km nordost om huvudstaden Madrid. Malaguilla ligger 812 meter över havet och antalet invånare är 136.
Terrängen runt Malaguilla är lite kuperad. Runt Malaguilla är det glesbefolkat, med 8 invånare per kvadratkilometer. Närmaste större samhälle är Marchamalo, 17,6 km söder om Malaguilla. Trakten runt Malaguilla består till största delen av jordbruksmark.